# Fimbristylis cardiocarpa
Fimbristylis cardiocarpa är en halvgräsart som beskrevs av Ferdinand von Mueller. Fimbristylis cardiocarpa ingår i släktet Fimbristylis och familjen halvgräs. Inga underarter finns listade i Catalogue of Life.